# طاقة غذائية

الطاقة الغذائية هي الطاقة الكيميائية التي تستمدها الحيوانات والبشر، من الطعام خلال عملية التنفس الخلوي. يتم التنفس الخلوي عن طريق تفاعل كيميائي لجزيئات الطعام مع الأكسجين المكتسب من الهواء أثناء التنفس أو من عملية إعادة تنظيم جزيئات الطعام دون إضافة الهواء.
يحتاج البشر والحيوانات إلى حد أدنى لتناول الطاقة الغذائية للحفاظ على عملية التمثيل الغذائي وإيصاله إلى العضلات حيث يتألف الطعام من كربوهيدرات وبروتين ودهون وماء وفيتامينات ومعادن. تمثل الكربوهيدرات والدهون والبروتين والماء تقريبا وزن الغذاء بالإضافة إلى ان الفيتامينات والمعادن تشكل نسبة ضئيلة من الوزن. تشكل الكربوهيدرات والدهون والبروتينات تسعين بالمئة من وزن الغذاء الجاف. وتستمد الكائنات الحية الطاقة الغذائية من الكربوهيدرات والدهون والبروتينات وكذلك تستمده من الأحماض العضوية والبوليولات والإيثانول الموجود في النظام الغذائي. بعض مكونات الدايت (النظام الغذائي) التي تحتوي على كمية قليلة من الطاقة الغذائية أو خالية منها مثل الماء والمعادن (الأملاح) والفيتامينات والكوليسترول و الألياف لها ضرورة صحية لعدة أسباب. فالماء والمعادن والفيتامينات والكولسترول لا يمكن أن تتجزأ فالجسم يستخدمها بشكل يمكن امتصاصه ولا يمكن الكولسترول استخدامها كطاقة. لا يمكن هضم الألياف تماما من قبل الإنسان والحيوان ومع ذلك فإن الألياف مهمة للبكتريا الموجودة في الأمعاء (يوجد منها نحو 5و1 كيلوجلرام في الأمعاء) يمكنها تكوين فيتامينات هامة منها كما تساعد في عملية الإخراج .

## الوحدات
باستخدام النظام الدولي للوحدات، يقوم الباحثون بقياس الطاقة في جول أو بمضاعفتها وغالبا ما يستخدمون الكيلو جول (أي 1000 جول) للكميات المتعلقة بالأغذية. لا تزال تستخدم وحدة النظام المتري القديم للطاقة على نطاق واسع في السياقات المتعلقة بالسعرات الحرارية للغذاء وبشكل أوضح السعرات الحرارية الغذائية، السعرات الحرارية الكبيرة (أو الكيلو كالوري) والذي يعادل 4.184 كيلو جول. بدلا من السعرات الحرارية الصغيرة والتي تدعى كالوري (أو سعرة) وتعادل 1\1000 من الكلوري الكبير . تستخدم تلك الوحدات الحرارية في علم التغذية وكذلك في علوم الكيمياء والفيزياء. وفي الاتحاد الأوروبي يظهر على البطاقة الغذائية لكل عبوة غذاء (من العلبات أو الأطعمة المعبئة في أكياس) قائمة تعطي المحتوى الحراري بالكيلو كالوري والكيلو جول. في العديد من المدن يقومون بعرض جزء واحد من الوحدات فمثلا الولايات المتحدة وكندا يسمونها بالسعرات الحرارية.
تعريفات:
- Cal السعرة الكبيرة = 1000 سعرة صغيرة cal
- Cal السعرة الكبيرة تسمى أيضا Kcal (كيلو كالوري).

## المحتوى الحراري في الغذاء بالكيلوكالوري
فالدهون والإيثانول لهم النصيب الأكبر في الطاقة الغذائية لكل جرام 8.8 كيلو كالوري و 6.9 كيلوكالوري على التوالي. وتحتوي البروتينات والكربوهيدرات على حوالي 4 كيلوكالوري لكل جرام منهما. حيث أن هناك بعض الأطعمة التي تختلف كثافتها بشكل رئيسي عن غيرها مثل الدهون والكحول والكاربوهيدرات والبروتين تشكيلة الكربون والهيدروجين و الأكسجين في تكوينها .
أصبح من الشائع حساب محتوى طاقة الأغذية باستخدام 4 كيلو كالوري لكل جرام كربوهيدرات
أو بروتينات و 9 كيلو كالوري لكل جرام من الدهون .

## الطاقة الغذائية
تطلب العديد من الحكومات من مصانع الأغذية بطاقة أغذية تحتوي على مكونات المنتج لكل 100 جرام وذلك لمساعدة المستهلكين على التحكم في استهلاك أجسامهم للطاقة الممتصة. وفي الاتحاد الأوروبي، يجب على مصانع الأغذية المعلبة أن يسموا كلاً من السعرات الحرارية بالكيلو كالوري والكيلو جول في البطاقة الغذائية على المعلبات لكل 100 جرام غذاء. في الولايات المتحدة، هذه الملصقات الإجبارية لا تظهر إلا السعرات الحرارية وغالبا ما تكون بديل عن اسم المنتج الذي يُقَاسُ فالطاقة الغذائية هو رقم الكيلوجرام الذي نادراً ما يتم استخدامه. الطاقة الغذائية في أمريكا ونيوزلندا يجب ذكر الطاقة الغذائية بالكيلو جول واختيار السعرات الحرارية. كما يتم نقل الطاقة الغذائية بالكيلو جول. وعادة ما يتم إعطاء الطاقة المتاحة من الطعام على الملصقات يالنسبة لـ 100 جرام من المنتج.
ويمكن تعيين كمية الطاقة الغذائية لنوع معين من الطعام في المختبرات عن طريق حرق الأغذية المجففة تماما بواسطة ما يسمى بقنبلة المسعر والمختصة بقياس السعرات الحرارية . تلك الاختبارات يقوم بها كيميائيون متخصصون.
ولكن هناك فروقات يجب اخذها في الحسبان والسبب وراء ذلك أن الكالوري المباشر يحرق الألياف  أيضا هذه لا تهضم وتخرج مع البراز . وبالتالي فان قياس السعرات الحرارية المباشرة تعطي مبالغة تقديرية لمقدار الطعام الداخل للدم من خلال الهضم. بدلاً من ذلك تستخدم الاختبارات الكيميائية الموحدة أو التحاليل المجدولة المرجعية للمكونات المشتركة لتقدير المواد المهضومة مثل (البروتينات والكربوهيدرات والدهون إلخ...). ومن ثم يتم تحويل هذه النتائج إلى قيمة طاقة مكافئة تعتمد على أساس جدول الطاقة القياسي لكثافة الطاقة. ومع ذلك فإن مصطلح كثافة الطاقة (كيلو كالوري /جرام أو كيلو جول /جرام ) يفرض بأن طاقة الغذاء المحددة تعني ببساطة الطاقة التي يعطيها الغذاء بعد احتراقه في الجسم بواسطة الأكسجين الذي يتنفسه الإنسان.
ونلاحظ أن الجدول القياسي لكثافة الطاقة هو تقريب لها وهو يعطي محتوى الطاقة للمنتج بالكيلو كالوري لكل 1 جرام أو بالكيلو جول لكل 1 جرام . الجول هو وحدة حرارية أصغر من الكالوري .
معامل تحويل السعرة الحرارية إلى الجول هو:
1 سعرة حرارية (صغيرة) = 18و4 جول.
1 كالوري = 18و4 جول.
| كيلو كالوري/جرام | كيلو جول/ جرام | العنصر الغذائي                    |
| ---------------- | -------------- | --------------------------------- |
| 9                | 37             | الدهون                            |
| 7                | 29             | الإيثانول (شرب الكحول)            |
| 4                | 17             | البروتين                          |
| 4                | 17             | الكاربوهيدرات                     |
| 3                | 13             | الأحماض العضوية                   |
| 2,4              | 10             | البوليولات (سكر الكحول والمحليات) |
| 2                | 8              | الألياف                           |

جميع المواد الغذائية الأخرى في الغذاء هي من السعرات غير الحرارية فمثلا الخضراوات قليلة المحتوى الحراري لأن تكوينها معظمه ماء؛ بخلاف الفواكه التي تحتوي على سكر والسكر هو كربوهيدرات ويجب احتساب قيمتها الحرارية، مثل العنب والموز والبرتقال والبلح والتين وغيرها. الخبز هو كربوهيدرات فهو يحتسب، كذلك الأرز والمعكرونة كربوهيدات وهي تحتسب طبقا للقائمة.

## السعرات الحرارية اليومية الموصى بها
التوصيات في الولايات المتحدة فهي 2,600 كيلو كالوري للرجال و 2,000 كيلو كالوري للنساء. بالنسبة للذكور (10,900 كيلو جول ) بين عمر 26 و 45 عاماً ووزن الشخص في المتوسط 70 كيلوجرام، واما النساء (8,400 كيلو جول في اليوم ) بين عمر 26 و 45 عاما ووزن الشخصة في المتوسط 57 كيلوجرام .
هذا على أساس أن مقدر حركتهم اليومية بين 2.5 إلى 5 كيلومتر بالإضافة إلى أنشطة الحياة المستقرة مثل العمل المكتبي . هذه التقديرات مخصصة لـ "المرأة المرجعية" التي يبلغ طولها 1.63 مترًا وتزن 57 كجم (126 رطلاً) و "الرجل المرجعي" الذي يبلغ طوله 1.78 مترًا ويزن 70 كجم ( 154 رطل). نظرًا لأن متطلبات السعرات الحرارية تختلف حسب الطول والنشاط والعمر وحالة الحمل وعوامل أخرى، أنشأت وزارة الزراعة الأمريكية حاسبة DRI لمتخصصي الرعاية الصحية من أجل تحديد الاحتياجات الفردية من السعرات الحرارية. بالطبع عامل البناء والعامل في مصنع الحديد والصلب يحتاجون إلى ضعف الكميات الغذائية المذكورة اعلاه الخاصة بالعاملين في المكاتب.
حتاج كبار السن وذوي أنماط الحياة المستقرة إلى طاقة أقل. يحتاج الأطفال والأشخاص النشطون بدنيًا إلى المزيد. وإدراكًا لهذه العوامل، يوصي المجلس الوطني للبحوث الصحية والطبية في أستراليا باستهلاك طاقة يومي مختلف لكل فئة عمرية وجنسية. على الرغم من ذلك، توصي ملصقات التغذية الموجودة على المنتجات الغذائية الأسترالية عادةً بمتوسط استهلاك يومي من الطاقة يبلغ 8800 كيلوجول (2100 سعرة حرارية).
الحد الأدنى من استهلاك الطاقة الغذائية يكون أعلى أيضًا في البيئات الباردة. تم ربط زيادة النشاط العقلي بزيادة معتدلة في استهلاك طاقة الدماغ.

## استخدامات الطاقة للجسم البشري
يستخدم جسم الإنسان الطاقة الغذائية التي يحصل عليها فعليًا عن طريق التنفس لمجموعة واسعة من الأغراض، بما في ذلك التمثيل الغذائي الأساسي لمختلف الأعضاء والأنسجة، والحفاظ على درجة حرارة الجسم الداخلية، وبذل القوة العضلية للحفاظ على الوضعية وإنتاج الحركة. ويستخدم حوالي 20% منه في عمليات الدماغ. الدماغ والكليتان يحتاجان إلى سكر الجلوكوز  لأداء عملهم بخلاف باقي أعضاء الجسم يمكنها استعمال الكيتون بدلا من الجلوكوز.
تعتمد كفاءة تحويل الطاقة من التنفس إلى قوة عضلية (جسدية) على نوع الطعام ونوع استخدام الطاقة الجسدية (على سبيل المثال، العضلات المستخدمة، وما إذا كانت العضلات تستخدم هوائيًا (أي بحرق الأكسجين) أو لا هوائيًا (أي بدون حرق الأكسجين). عمومًا، كفاءة العضلات منخفضة نوعًا ما: فقط بين 18% إلى 26% من الطاقة المتاحة من التنفس يتم تحويلها إلى طاقة ميكانيكية. هذه الكفاءة المنخفضة هي نتيجة كفاءة حوالي 40% في توليد ATP (أدينوسين ثلاثي الفوسفات) من تنفس الطعام، وفقدان تحويل الطاقة من ATP إلى عمل ميكانيكي داخل العضلات (ال ATP هي الجزيئات التي تحرك العضلات) ، وفقدان ميكانيكي داخل الجسم. تعتمد الخسارتان الأخيرتان على نوع التمرين ونوع الألياف العضلية المستخدمة (ارتعاش سريع أو ارتعاش بطيء). للحصول على كفاءة إجمالية تبلغ 20%، فإن واط واحد من الطاقة الميكانيكية يعادل 18 كيلوجول/ساعة (4.3 كيلو كالوري/ساعة). على سبيل المثال، تُظهر إحدى الشركات المصنعة لمعدات التجديف أن السعرات الحرارية المنطلقة من الطعام "المحترق" تساوي أربعة أضعاف العمل الميكانيكي الفعلي، بالإضافة إلى 1300 كيلوجول (300 كيلو كالوري) في الساعة، وهو ما يصل إلى حوالي 20٪ من الكفاءة عند 250 واط  من الناتج الميكانيكي . يمكن أن يستغرق الأمر ما يصل إلى 20 ساعة من النشاط البدني القليل (على سبيل المثال، المشي) "لحرق" 17000 كيلوجول (4000 سعرة حرارية) 
أكثر مما يستهلكه الجسم. كمرجع، كل كيلوغرام من الدهون في الجسم يعادل تقريبًا 32300 كيلو جول من الطاقة الغذائية (أي 3500 سعرة حرارية لكل رطل أو 7700 سعرة حرارية لكل كيلوغرام).